# Sint-Christoffelkerk (Pollare)

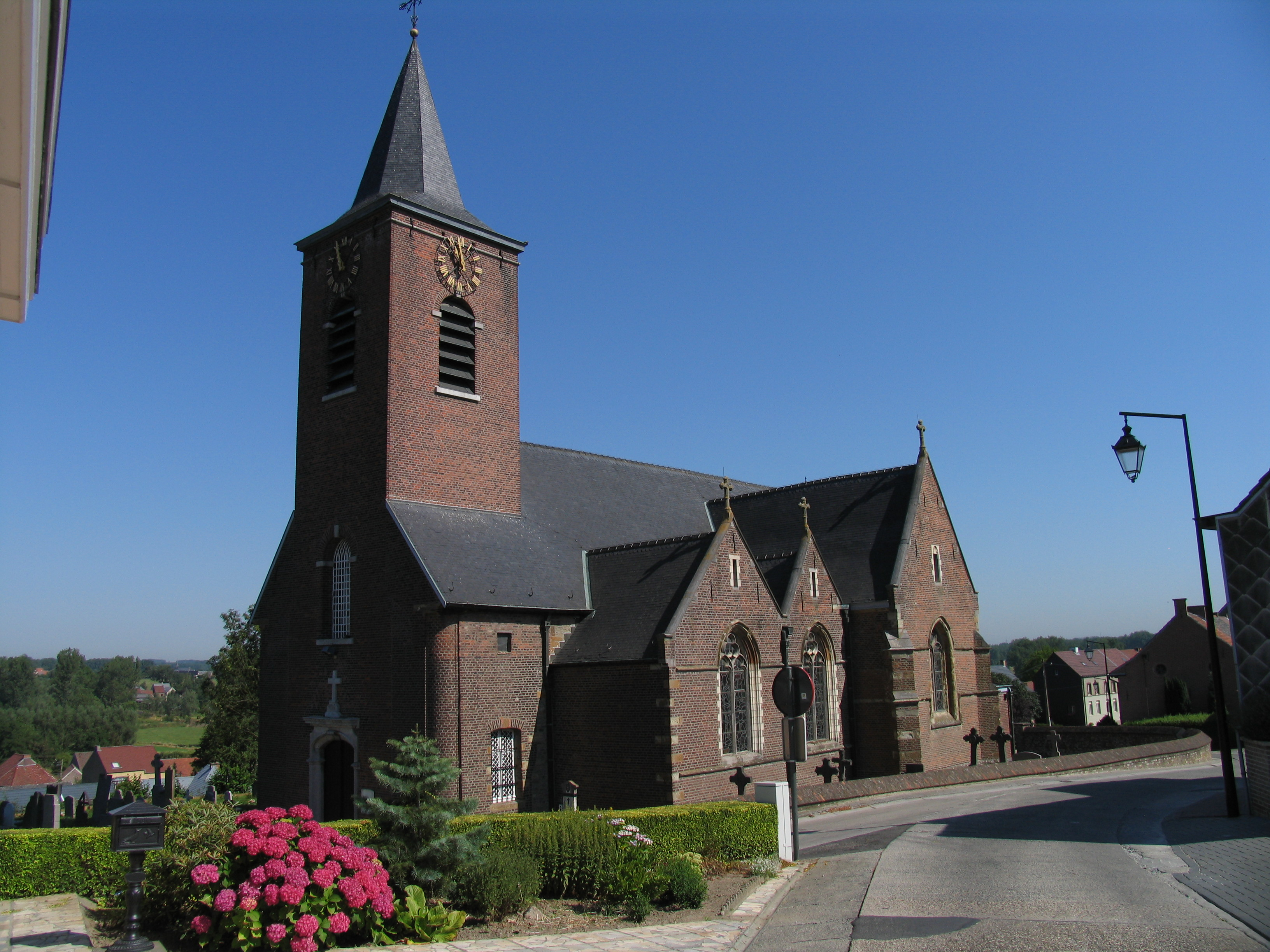
Sint-Christoffelkerk

De Sint-Christoffelkerk is de parochiekerk van de tot de Oost-Vlaamse gemeente Ninove behorende plaats Pollare, gelegen aan de Sint-Kristoffelstraat 6A.

## Geschiedenis
Hier stond oorspronkelijk een laatgotische kruiskerk waaraan van de 14e tot de 16e eeuw gebouwd werd. In 1852 werden toren en voorgevel verbouwd en in 1858 werd een neogotisch koor en een sacristie toegevoegd, naar ontwerp van Léopold Schoonejans. Het koor is driezijdig afgesloten.
De kerk ligt op een helling en wordt omringd door een kerkhof.

## Gebouw
De toren is ingebouwd tussen twee zijkapellen. Het betreft een bakstenen kruiskerk met zijkapellen. Men betreedt de kerk door een segmentboogdeur in classicistische stijl (1761).

## Interieur
De middenbeuk wordt overkluisd door een spitstongewelf.
De kerk bezit een 17e-eeuws kruisbeeld, een 18e-eeuws houten altaar en een lambrisering met ingebouwde biechtstoelen uit de 2e helft van de 18e eeuw.